# Anthophorula eriogoni
Anthophorula eriogoni là một loài Hymenoptera trong họ Apidae. Loài này được Timberlake mô tả khoa học năm 1947.